# Morrison, Colorado
Morrison är en ort i Jefferson i delstaten Colorado, USA.